# Grandi ufficiali di Stato

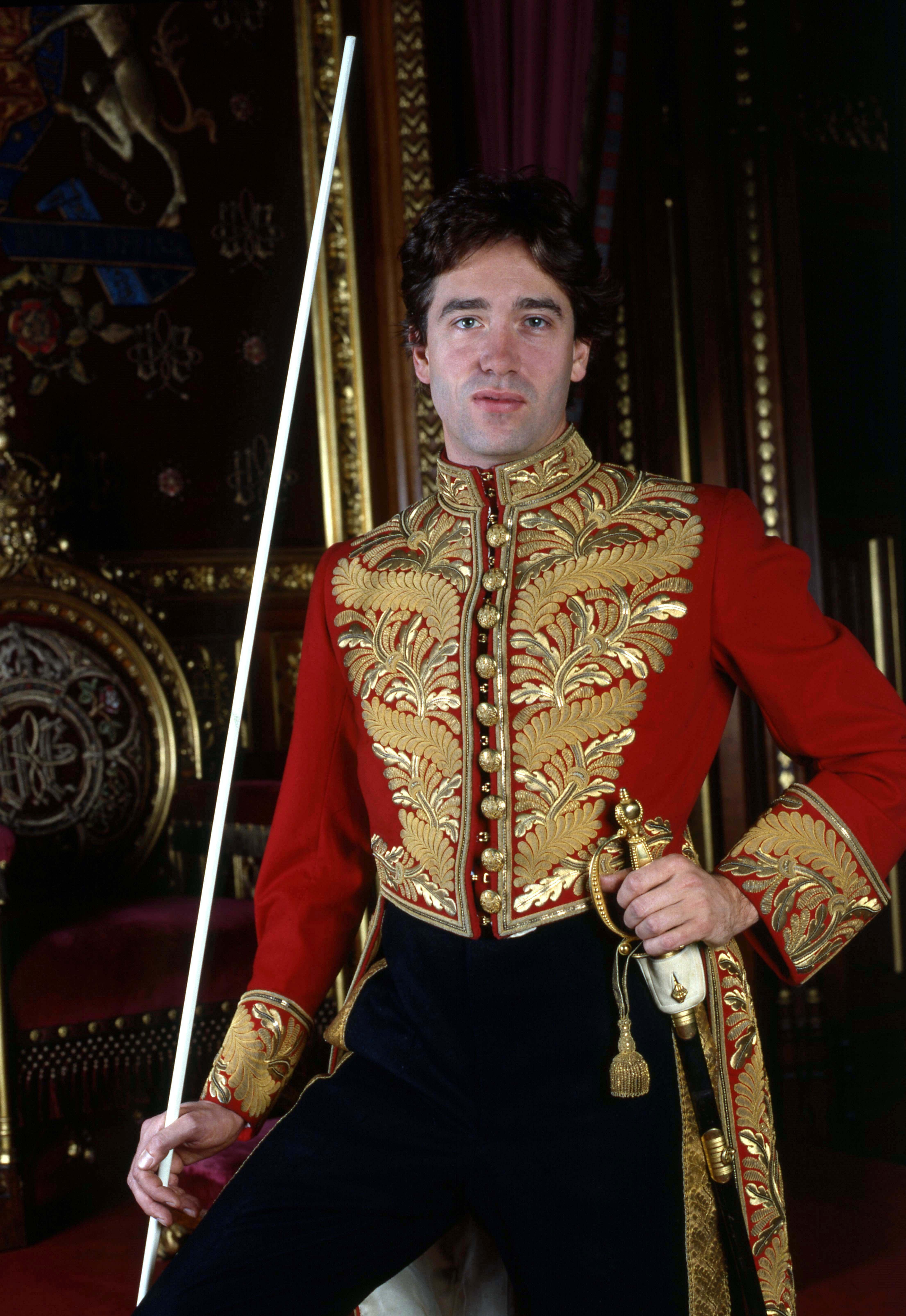
David Cholmondeley, VII marchese di Cholmondeley in uniforme come Lord Gran Ciambellano d'Inghilterra della regina Elisabetta II, 1992-2022

I grandi ufficiali di Stato (Great Officers of State), nel Regno Unito, sono dei funzionari della Corona, che o ereditano le loro cariche, o sono nominati ad esercitare funzioni oramai puramente cerimoniali. Esistono grandi ufficiali sia per l'Inghilterra che per la Scozia e nel passato esistevano anche per l'Irlanda.

## Inghilterra e Galles
I grandi ufficiali d'Inghilterra (regno d'Inghilterra comprendente Inghilterra e Galles), sono:
| Posizione | Carica                                                            | Titolare                                      | Funzioni                                                                                           |
| --------- | ----------------------------------------------------------------- | --------------------------------------------- | -------------------------------------------------------------------------------------------------- |
| 1         | Lord grande intendente (Lord High Steward of England)             | vacante                                       | conserva un ruolo nei processi alla Camera dei Lord e ha un ruolo cerimoniale per le incoronazioni |
| 2         | Lord gran cancelliere (Lord High Chancellor of Great Britain)     | Shabana Mahmood                               | custodisce il gran sigillo del Regno                                                               |
| 3         | Primo lord del tesoro (Lord High Treasurer of the United Kingdom) | Keir Starmer                                  | è a capo dell'Ufficio del Tesoro di Sua Maestà                                                     |
| 4         | Lord presidente del Consiglio (Lord President of the Council)     | Lucy Powell                                   | presiede il Consiglio privato di Sua Maestà                                                        |
| 5         | Lord custode del sigillo privato (Lord Keeper of the Privy Seal)  | Angela Smith, baronessa Smith di Basildon     | è responsabile del sigillo privato di Sua Maestà                                                   |
| 6         | Lord gran ciambellano (Lord Great Chamberlain of England)         | Rupert Carington, VII barone Carrington       | è responsabile del palazzo di Westminster e della Camera dei lord                                  |
| 7         | Lord gran connestabile (Lord High Constable of England)           | vacante                                       | è a capo della Corte di cavalierato                                                                |
| 8         | Conte maresciallo (Earl Marshal of England)                       | Edward Fitzalan-Howard, XVIII duca di Norfolk | è a capo del Consiglio araldico                                                                    |
| 9         | Lord grand'ammiraglio (Lord High Admiral of the United Kingdom)   | vacante                                       | è a capo della Marina Reale                                                                        |

Alcune di queste cariche sono ereditarie, altre no. Molti dei nove grandi ufficiali dello Stato hanno, al giorno d'oggi, poteri esclusivamente legati al cerimoniale di stato: storicamente infatti, alcuni di essi possedettero talmente tanti poteri ed influenza, che le loro prerogative furono riassorbite nelle funzioni della Corona stessa.
La carica di lord grande intendente fu ereditata dai conti di Leicester fino al 1399 fino a quando il detentore non divenne lo stesso monarca. Dal 1421 in poi il lord grande intendente è stato nominato temporaneamente qualora necessario per l'incoronazione di un monarca o per i processi ai Pari del Regno (fino al 1948).
L'ufficio di lord gran ciambellano è anch'esso ereditario ed è suddiviso tra diverse personalità, che ereditano parti dei compiti connessi con l'ufficio. 
La carica di lord gran connestabile era, in origine, ereditata dai conti di Hereford, ma, dal 1521 è detenuta dal monarca in persona. Essa viene affidata ad un pari in occasione delle incoronazioni. 
Anche la carica di conte maresciallo è ereditaria e tuttora detenuta dai duchi di Norfolk.